# Péril en haute mer
Péril en haute mer (Deadliest Catch) est une émission de téléréalité américaine diffusée sur Discovery Channel, racontant la vie des pêcheurs de crabes en mer de Béring dans la pêche des Crabes royaux et C. opilio (communément appelé « crabe des neiges » ou « Opies »). Ce métier est répertorié par le Bureau of Labor Statistics comme ayant le plus haut taux de mortalité de toutes les professions des États-Unis avec un ratio de 0,3 % par an. L'action se déroule à partir du port de Dutch Harbor, premier port de pêche des États-Unis et zone industrielle de la ville d'Unalaska située sur l'île d'Unalaska dans les Aléoutiennes occidentales de l'État d'Alaska.
L'émission est diffusée depuis le 12 avril 2005 dans 150 pays. La première saison se compose de dix épisodes, dont la dernière diffusion date du 14 juin 2005. Les saisons suivantes furent diffusées sur le même calendrier d'avril à juin ou juillet chaque année. Elle compte actuellement un total de 20 saisons. Le tournage de la saison 21 a débuté en janvier 2025. 
En France, la série est diffusée sur Discovery Channel France depuis 2008.

## Concept
La série suit quelques bateaux naviguant sur la mer de Béring pendant les deux dangereuses saisons de pêche au crabe ayant lieu en octobre pour le Crabe royal  et en janvier pour le C. opilio, Ces deux pêches forment chacune une demi-saison de la série.
La série met l'accent sur le danger de ces activités de pêche : le mouillage puis la remontée des casiers à crabes à bord et pesant 350 kg, le tri des animaux (seuls les mâles sont pêchés), le chargement des viviers et la manutention des casiers sur le pont. Les coups de vents, les vagues de plus de dix mètres de haut ainsi que la formation de glace menacent constamment la stabilité des bateaux et des hommes. La série montre également la vie à bord, les tensions entre les hommes ainsi que la vie des marins en dehors de la pêche.
Elle s'attache, en particulier, à montrer d'un coté la difficulté de la tâche des capitaines et de l'autre la souffrance des marins faisant leur première saison sur la mer de Béring. Ces marins, surnommés « Greenhorns » (e.g. débutant ou apprenti), sont cantonnés aux tâches les plus salissantes (préparation des appâts puis installation de ceux-ci dans les casiers) mais les moins exposées aux dangers du pont. Les conditions de travail très difficiles (froid, tempêtes, mal de mer), le bizutage par les autres membres d'équipage et la répétition des efforts font que l'abandon de poste ou le renvoi par le capitaine en cours de saison est très fréquent. Moins de 10 % des apprentis-marins ayant commencé une première saison de pêche seront reconduits dans leur poste pour une deuxième saison au sein de la flotte des bateaux de pêche.

## Les bateaux de pêche & autres vaisseaux
Lors de chaque demi-saison (Crabe royal en début de saison puis C. opilio en deuxième moitié de saison) le casting des bateaux suivis varie. Cependant, quelques bateaux ont fait des apparitions régulières durant plusieurs saisons ou particulièrement remarquées. La table ci-dessous recense tous les bateaux ayant embarqué une équipe de tournage.
| Bateau de pêche       | Capitaine                                                   | Saison(s) |
| --------------------- | ----------------------------------------------------------- | --- |
| F/V Aleutian Ballad   | Jerry "Corky" Tilley                                        | 2, 3 |
| F/V Arctic Dawn       | Ole Helgevold                                               | Pilote |
| F/V Billikin          | Jeff Weeks                                                  | 1 (Opilio) |
| F/V Cornelia Marie    | Phil Harris                                                 | 1 (Opilio), 2, 3, 4, 5 (début du crabe Royal, Opilio), 6 (Crabe Royal, début du Opilio); After the Catch 1, 2, 3 |
| F/V Cornelia Marie    | Murray Gamrath                                              | 4 (Opilio), 5 (crabe Royal); « After the Catch » 3                                                               |
| F/V Cornelia Marie    | Derrick Ray                                                 | 6 (Opilio), 7 (crabe Royal); After the Catch 5                                                                   |
| F/V Cornelia Marie    | Tony Lara                                                   | 7 (Opillio) |
| F/V Early Dawn        | Allen Oakley                                                | 3 |
| F/V Early Dawn        | Rick Fehst                                                  | 4 |
| F/V Erla-N            | Bing Henkel                                                 | Pilote |
| F/V Farwest Leader    | Greg Moncrief                                               | 3 |
| F/V Fierce Allegiance | Tony LaRussa                                                | Pilote, 1 (crabe Royal)                                                                                          |
| F/V Incentive         | Harry Lewis                                                 | 5 (Opilio); After the Catch 3                                                                                    |
| F/V Kodiak            | Bill "Wild Bill" Wichrowski                                 | 6, 7; After the Catch 5                                                                                          |
| F/V Lady Alaska       | Pete Liske                                                  | 1 (Opilio) |
| F/V Lisa Marie        | Wade Henley                                                 | 5 (crabe Royal)                                                                                                  |
| F/V Lucky Lady        | Vince Shavender                                             | 1 (crabe Royal)                                                                                                  |
| F/V Maverick          | Rick Quashnick                                              | 1 (Opilio), 2, 3 (Opilio); After the Catch 1                                                                     |
| F/V Maverick          | Blake Painter                                               | 3 (crabe Royal)                                                                                                  |
| F/V North American    | Sten Skaar                                                  | 4 |
| F/V Northwestern      | Sig Hansen                                                  | Pilote, 1, 2, 3, 4, 5, 6, 7; After the Catch 1, 2, 3, 4, 5                                                       |
| F/V Ramblin' Rose     | Elliott Neese                                               | 7 |
| F/V Retriever         | Jim Stone                                                   | 1 (Opilio) |
| F/V Rollo             | Eric Nyhammer                                               | 2 |
| F/V Saga              | Roger Strong                                                | Pilote, 1 (Opilio)                                                                                               |
| F/V Seabrooke         | Scott "Jr." Campbell                                        | 7; After the Catch 5                                                                                             |
| F/V Sea Star          | Larry Hendricks                                             | Pilote, 1, 3, 4, 5 (bateau de chasse); After the Catch 1, 2, 3                                                   |
| F/V Time Bandit       | Johnathan Hillstrand (crabe Royal) Andy Hillstrand (Opilio) | 2, 3, 4, 5, 6, 7; After the Catch 1, 2, 3, 4, 5                                                                  |
| F/V Trailblazer       | Wayne Baker                                                 | 3, 5 |
| F/V Vixen             | Shaun Miles                                                 | 1 (Opilio) |
| F/V Western Viking    | Coleman Anderson                                            | 1 (crabe Royal)                                                                                                  |
| F/V Wizard            | Keith Colburn                                               | 3 (crabe Royal), 4, 5, 6 (crabe Royal), 7; After the Catch 1, 2, 3, 4, 5                                         |
| F/V Wizard            | Monte Colburn                                               | 3 (Opilio), 6 (Opilio)                                                                                           |

L'une des particularités de la série est de suivre les missions de sauvetage des hélicoptères du Corps des garde-côtes des États-Unis auprès de la flotte des bateaux de pêche comme des navires naviguant dans la mer de Béring. Ces missions n'ont jamais été effectuées auprès de la flotte des bateaux suivis par les équipes de tournages mais sont inclus dans les épisodes comme des histoires parallèles et concomitantes.

## Personnages de la série

### Phil Harris
| Bateau de pêche    | Personne                                        | Rôle(s)                                            |
| ------------------ | ----------------------------------------------- | -------------------------------------------------- |
| F/V Cornelia Marie | Phil Harris (19 décembre 1956 – 9 février 2010) | Capitaine et copropriétaire minoritaire du bateau. |

Il est devenu au fil des épisodes le personnage phare de la série. Le capitaine Harris est connu pour son lourd tabagisme, son addiction à la caféine et boissons stimulantes Red Bull malgré une hypertension et une santé déclinante. Il est bourru, râleur et ses paroles contiennent fréquemment des jurons ce qui lui vaut des bips parfois longs et continus. Cependant, il est très respecté au sein de la flottille de bateaux et par les autres capitaines pour ses connaissances du territoire de pêche et sa force de travail lui permettant d'enchainer de très longues durées de travail sans sommeil. Il est aussi d'un grand humour, protecteur comme un père envers ses marins et très fier que ses fils suivent sa voie.
Il est deux fois divorcé et père de deux garçons Josh et Jake. Ils sont nés de son union entre 1982 et 1991 avec sa première femme Mary Harris. Ses passions, en dehors des périodes de pêche, sont les motos / voitures et la fabrication de mangeoires pour oiseaux. Il possède une Harley-Davidson et une Chevrolet Corvette. Il réside à Bothell dans l'état de Washington. Son histoire est racontée dans un épisode hors série diffusé à l'issue de la saison 6 et nommé dans la version US « Captain Phil Tribut ».
En janvier 2008 (saison 4 épisode 12) il est blessé aux côtes à la suite de l'enfournement de son bateau dans une vague. Après s'être bandé douloureusement et réinstallé dans la timonerie Phil Harris va se mettre à cracher du sang. Il finira par l'avouer à son équipage et le capitaine du Wizard. Ceux-ci arrivent à le convaincre de revenir au port. Il est admis à l’hôpital d'Anchorage où il lui sera diagnostiqué une embolie pulmonaire (saison 4 épisode 13). Cette maladie le tiendra éloigné pendant presque une année de son bateau. Malgré sa crainte de ne plus pouvoir être capitaine (saison 4 épisode 14) il le reviendra en janvier 2009 (saison 5 épisode 1).
Le 29 janvier 2010 (saison 6 épisode 11) il est victime d'un accident vasculaire cérébral (AVC) alors que son bateau vient de rejoindre le port le Saint Paul sur les îles Pribilof au milieu de la mer de Béring. Évacué sur l’hôpital d'Anchorage il y subit avec succès une opération de neurochirurgie (saison 6 épisode 12). Il est en cours de guérison et conscient quand, le 9 février 2010, il meurt d'un autre saignement intracrânien à l'âge de 54 ans (saison 6 épisode 14). Il est incinéré et ses cendres sont réparties dans deux réservoirs de motos. L'un est mis en terre en présence de sa famille et amis (saison 6 épisode 15), l'autre est envoyé au fond de la mer de Béring dans un casier à crabes (saison 7 épisode 1) à partir du F/V Cornelia Marie et en présence des autres bateaux de la flottille, capitaines et équipages.

### Joshua "Josh" Harris
| Bateau de pêche    | Personne             | Rôle(s) |
| ------------------ | -------------------- | --- |
| F/V Cornelia Marie | Joshua "Josh" Harris | Fils ainé de Phil Harris. Greenhorn (saison 3), Matelot (saison 4) Copropriétaire minoritaire du bateau (saison 7). |

Josh commence comme « Greenhorn » tout au long de la saison 3 sous les ordres de son frère. Il gagne le respect de l'équipage en se montrant humble et volontaire (saison 3 épisode 11) pour apprendre de nouvelles tâches. Il continue son apprentissage au cours de la saison 4 et se montre complice avec les autres marins lorsqu'il se fait faire une coupe de cheveux iroquoise afin de conjurer le mauvais sort (saison 4 épisode 4) sans que cela produise les effets escomptés. Josh va régulièrement s'inquiéter de la santé de son père lorsque celui-ci va être malade (saison 4 épisode 7) ou lorsqu'il va se casser des côtes (saison 4 épisode 12).
Les deux frères se confrontent régulièrement à propos de leur tâche respective sur le bateau (saison 5 épisode 5 & 7) et se réconcilient en adoptant la coupe de cheveux iroquoise pour conjurer le mauvais sort (saison 5 épisode 6) cette fois ci avec succès tant pour les crabes que pour leur amitié (saison 5 épisode 7). Il devient matelot à part entière au début de la saison du C. opilio (saison 5 épisode 8). À la fin de la saison de pêche, son père lui offre une chaine en or en reconnaissance de son travail (saison 5 épisode 16). Les confrontations cessent avec le départ de Jake à bord du F/V Northwestern et reprennent dès son retour (saison 6 épisode 4).
Lors de l'AVC de Phil Harris (saison 6 épisode 11) Josh dans un premier temps va organiser la continuation de la saison de pêche, puis être convaincu par l'équipage que sa place est auprès de son père au cas où (saison 6 épisode 12). Il va l'assister dans son début de convalescence et essayer de gérer, sans grand succès, le désespoir de son frère qui lui reproche d'être plus concerné par le bateau que par la santé de son père (saison 6 épisode 13). Après avoir emmené Jake prendre un avion pour Seattle afin d'y suivre une cure de désintoxication, il revient auprès de son père. Celui-ci lui confesse ses regrets de n'avoir pas été assez présent pendant leur enfance. Josh lui indique au contraire qu'il lui a transmis ce qu'il fallait pour devenir un homme bien puis essaye de cacher son émotion à son père. Quelques jours plus tard, Phil Harris décédera et Josh devra l'annoncer à son frère (saison 6 épisode 14). Après l'enterrement de son  père (saison 6 épisode 15) il finira la saison de pêche avec un nouveau capitaine Derrick Ray, ami de la famille.
Il continue son travail de matelot au début de la saison 7 sous les ordres du capitaine Derrick Ray. Cependant la cohabitation avec le nouveau capitaine du F/V Cornelia Marie va mal se passer, Josh doutant de la capacité du capitaine de trouver du Crabe royal bleu, crabe extrêmement difficile à trouver et pêcher (saison 7 épisode 3). La saison du Crabe royal bleu va s'arrêter précocement à la suite de la décision de l'équipage de ne plus poursuivre l'aventure sous les ordres du capitaine (saison 7 épisode 6).
Pour la demi-saison de pêche du C. opilio la cohabitation avec un nouveau capitaine, Tony Lara, va permettre à Jake de poursuivre son apprentissage et accéder pour la première fois au rôle de capitaine le temps d'une ligne de casiers (saison 7 épisode 15) qui se révèle très productive (saison 7 épisode 16).

### Jacob "Jake" Harris
| Bateau de pêche   | Personne            | Rôle(s) |
| ----------------- | ------------------- | --- |
| FV Cornelia Marie | Jacob "Jake" Harris | Fils cadet de Phil Harris. Greenhorn (saison 2), Matelot (saison 2) Copropriétaire minoritaire du bateau (saison 7). |

Jake commence comme « Greenhorn » au début de la saison 2 puis est promu matelot (saison 3 épisode 1). Il est dépensier aux frais de son père (saison 3 épisode 4, saison 4 épisode 1) et se confronte régulièrement à lui comme à son frère. Son père lui reproche son dilettantisme (saison 4 épisode 11) malgré ses vœux de devenir capitaine.
Au début de la saison 6, à la suite des nombreuses frictions avec son frère, il est échangé avec Jake Anderson du F/V Northwestern afin de s'agaillardir auprès d'un autre équipage et capitaine. Il sera de nouveau échangé en pleine mer et réintégrera l'équipage du F/V Cornelia Marie. Les chicaneries reprennent entre Josh et Jake (saison 6 épisode 4).
Alors que Phil Harris souffre de son dos, il le découvre en train de voler ses médicaments antidouleurs dans la cabine du capitaine (saison 6 épisode 11). Durant l'explication qui s'ensuit, il avouera sa toxicomanie et promet à son père qu'il suivra une cure de désintoxication dès la fin de la saison de pêche. Après l'AVC de Phil Harris (saison 6 épisode 11) , Josh et Jake vont de nouveau se confronter, Josh lui reprochant de noyer son chagrin dans l'alcool et les drogues (saison 6 épisode 13). Il informe son père de sa décision de partir immédiatement en cure de désintoxication, puis décolle pour Seattle (saison 6 épisode 13). C'est depuis cette ville qu'il recevra un coup de téléphone de Josh annonçant la mort de Phil Harris (saison 6 épisode 14). Après l'enterrement il entrera en cure à Palm Springs (saison 6 épisode 16). 
Il redevient matelot dès le début de la saison 7 après avoir passé un test urinaire prouvant l'absence de drogues (saison 7 épisode 1). Cependant la cohabitation avec le nouveau capitaine du F/V Cornelia Marie, Derrick Ray, va mal se passer. Celui-ci le suspecte de continuer à se droguer à bord du bateau (saison 7 épisode 3). Après la découverte de Marijuana, par le capitaine, dans la chambre des machines, il est dénoncé à la police par celui-ci malgré les dénégations de Jake. À l'accostage du F/V Cornelia Marie à Dutch Harbor, il s'enfuit immédiatement du bateau en passant devant la police venu l'attendre. Il sera rattrapé à l'aéroport où il sera fouillé sans qu'il soit trouvé de substance illicite. Cependant, il refusera de se soumettre à un test sanguin puis, faute de preuves, sera autorisé à monter dans l'avion (saison 7 épisode 7).

### Sigurd Jonny "Sig" Hansen
| Bateau de pêche  | Personne                  | Rôle(s)                                |
| ---------------- | ------------------------- | -------------------------------------- |
| F/V Northwestern | Sigurd Jonny "Sig" Hansen | Capitaine et copropriétaire du bateau. |

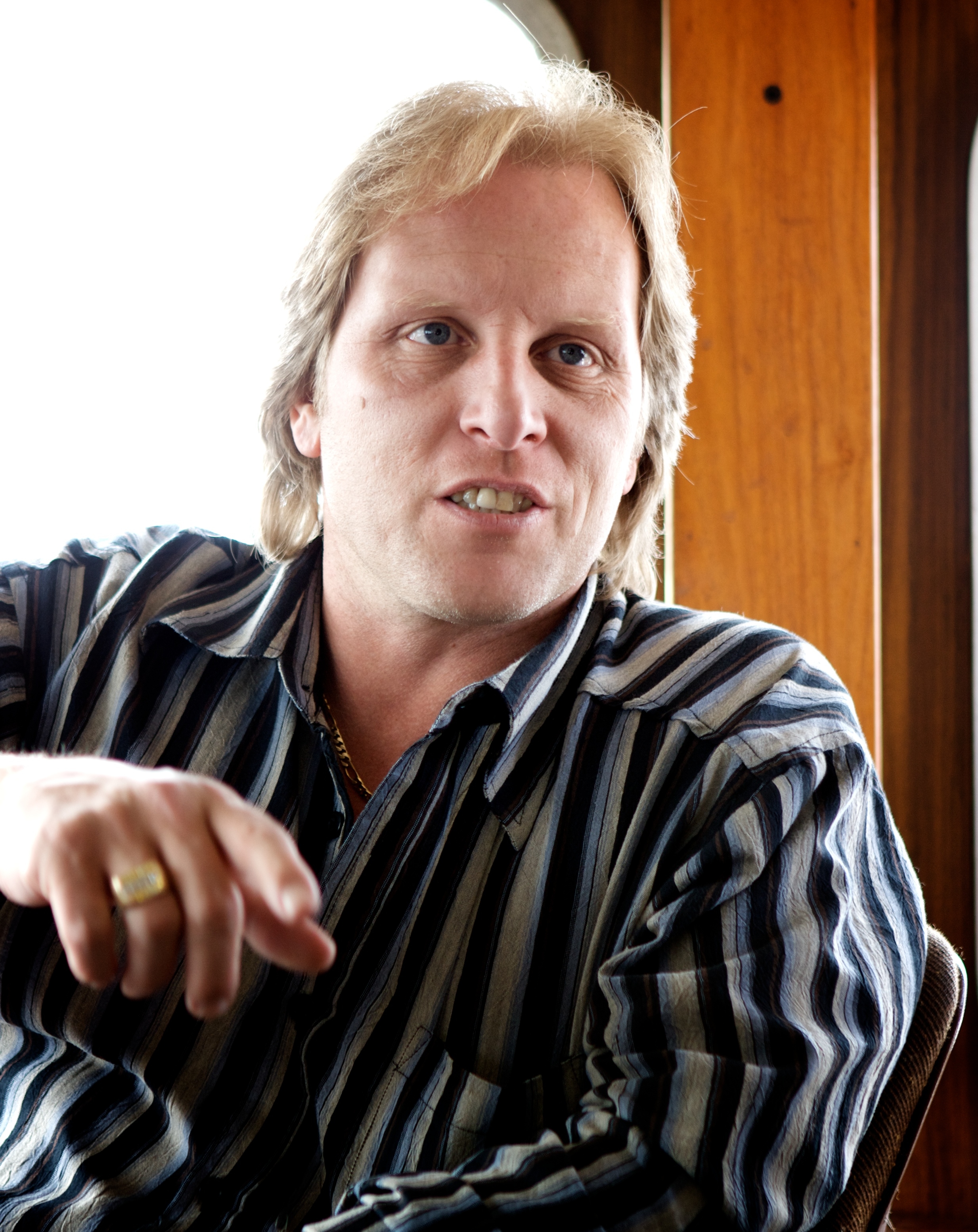
Sig Hansen à bord du F/V Northwestern

Sig Hansen est marié à June et père de 2 enfants Nina et Mandy. Il réside à Seattle dans l'état de Washington. 
À l'âge de 26 ans, il y a plus de 20 ans, il devient capitaine du Northwestern en remplacement de son père Sverre Hansen l'un des pionniers de la pêche du crabe C. opilio. Il dirige le bateau avec ses 2 frères et copropriétaires Norman (matelot) et Edgar (chef de pont et ingénieur). Comme ses frères il revendique ses origines norvégiennes, dont il parle la langue. Dans la tradition norvégienne du bateau, chaque saison de pêche débute par un rituel censé attirer la chance. L'un des matelots doit mordre et arracher la tête d'un hareng servant d'appât. Il le fera lui-même car il est désigné d'office, ayant perdu à la courte paille (saison 5 épisode 1). Il revendique suivre le régime des pêcheurs norvégiens : café, chocolat et cigarettes. Après une violente douleur dans la poitrine puis une toux persistante, Sig décide d'arrêter de fumer pendant une journée. Il ne tiendra que 3 heures et 30 minutes (saison 5 épisode 12), confirmant ainsi le tabagisme persistant des équipages qui sont très souvent filmés en train de fumer.
Sig Hansen dirige un équipage stable au cours des saisons et très expérimenté. En plus de ses frères, il est composé de Matt Bradley, Nick Mavar, Jr. et Jake Anderson. Il revendique ne pas avoir eu, sur son bateau, un seul accident grave depuis plus de 20 ans. Il considère ce fait comme sa plus grande réussite. Il décidera de ne pas avertir son équipage du naufrage du F/V Big Valley et des pertes humaines consécutives, avant la fin de la saison de pêche, afin de ne pas les distraire alors qu'ils travaillent sur le pont (saison 1 épisode 6). Il fera de même lors du naufrage du F/V Kamai (saison 5 épisode 3).
De même, il admonestera Jake Anderson qui a réussi à ramener à bord du bateau un casier en prenant des risques. Il lui conseillera, la prochaine fois, de le laisser couler et surtout de ne pas se mettre en danger (saison 6 épisode 12).
Son équipage lui fait une confiance absolue, tant sur la sécurité du F/V Northwestern que sur sa science de la pêche. Alors que la pêche se révèle peu fructueuse, Edgar, son frère, fait le commentaire suivant : « Cet homme m'a fait gagner plus d'argent que dans mes rêves, tout en nous gardant sains et saufs ; pas de mort, pas de blessures graves »  (saison 2 épisode 4). Cependant, malgré ce respect mutuel, il y a des tensions entre le capitaine et les matelots quand les hommes sont poussés aux limites de leur résistance physique, comme sur tous les bateaux de la flottille. Ainsi, alors que l'équipage est exténué et que Sig décide de continuer à pêcher, Edgar dira : « Si Sig avait eu des compétences en relations humaines, il les a perdues depuis longtemps. La seule raison qui nous fait continuer ensemble est l'argent."  (saison 3 épisode 4). Les conflits d'autorité entre Sig et Edgar sont réguliers, Sig reprochant à Edgar de ne pas suivre ses ordres et Edgar reprochant à Sig de s'immiscer dans les opérations sur le pont, son domaine de responsabilité. Cependant les deux frères restent unis et se lancent des défis. Ainsi, ils vont échanger temporairement leurs postes, le capitaine Sig retournant travailler sur le pont après plus de vingt ans de timonerie. Au bout de 15 casiers, c'est Edgar qui demande à retourner sur le pont, au plus grand plaisir de Sig qui, bien qu'ayant gagné, n'en pouvait plus lui non plus. Les deux hommes admettent qu'ils préfèrent leurs postes respectifs (saison 3 épisode 10). Une autre fois, Sig et Edgar vont se défier à propos de celui qui restera éveillé le plus longtemps. Au bout de 47 heures de travail Sig va déclarer forfait après s'être endormi à la barre, ce qui fera dire à Edgar sur le pont : « On a cassé le capitaine » (saison 4 épisode 4).
Le capitaine Sig devra gérer les problèmes personnels de son équipage et en particulier ceux de Matt Bradley. Au début de la saison 3 celui-ci cache à son capitaine qu'il est convoqué par un tribunal avant la fin de la saison de pêche et qu'il risque une incarcération de 8 mois s'il ne s'y rend pas. Cette situation rend le capitaine Sig furieux (saison 3 épisode 3) car il doit gérer cette contrainte inattendue. Matt assistera à son procès puis sera réembauché pour la saison du crabe C. opilio. Le capitaine Sig lui fera à cette occasion une grande faveur (saison 3 épisode 7) tout en espérant qu'il gagne en maturité. Cependant Matt Bradley retombera dans la toxicomanie et sera absent de la première moitié de la saison 7. Il demandera par téléphone à son capitaine d'être de nouveau réintégré dans l'équipage pour la saison du crabe C. opilio (saison 7 épisode 8). Le capitaine Sig acceptera de le réintégrer (saison 7 épisode 9).
Sig Hansen refuse de saluer les « Greenhorn » embarquant sur son bateau en début de saison de pêche. Il justifie son refus en expliquant que les « Greenhorns » doivent mériter son salut (saison 1 épisode 1) (saison 3 épisode 7). Dans les 2 cas, il le fera à l'issue de la saison (saison 1 épisode 4) et donnera même au « Greenhorn » Jake Anderson son blouson siglé au nom du bateau F/V Northwestern (saison 3 épisode 12). Il dira à cette occasion que le blouson ne fait pas un homme mais il le rend cool.
Une rivalité amicale l'oppose au capitaine Phil Harris du F/V Cornelia Marie depuis plus de 20 ans, chacun voulant battre l'autre. Ainsi au début de la saison 2, Phil Harris remarque que, sous le régime des quotas de pêche par bateau, mis en place pour la première fois cette saison, il ne lui a « jamais botté les fesses ». Sig lui répond qu'il est heureux d'être celui qu'il faut battre (saison 2 épisode 1). Afin de faire une bonne farce au F/V Cornelia Marie, Sig va remonter un de leurs casiers puis le renvoyer au fond piégé et contenant des sous-vêtements de son équipage. Lorsque le F/V Cornelia Marie va remonter ce casier et que le capitaine Phil Harris va démasquer l'auteur de la farce, il va faire de même en renvoyant au fond un casier du F/V Northwestern lui aussi piégé et contenant les sacs d'ordures du F/V Cornelia Marie. Sig reconnaît la roublardise de l'autre capitaine en lui octroyant un 9 sur 10 sur l'échelle des farces notamment pour l'idée du piège élaboré par Phil Harris (saison 2 épisode 5).
Il ne sera pas informé immédiatement de la mort du capitaine Phil Harris et l'apprendra au cours d'une visite de courtousie au capitaine interimaire Derrick Ray du F/V Cornelia Marie (saison 6 épisode 15).

### Edgar Hansen
| Bateau de pêche  | Personne     | Rôle(s)                                             |
| ---------------- | ------------ | --------------------------------------------------- |
| F/V Northwestern | Edgar Hansen | Mécanicien / Chef de pont Copropriétaire du bateau. |

Edgar Hansen est marié à Louise et père de 3 enfants Erik, Sterphanie et Logan. Il réside à Seattle dans l'état de Washington. 
Il est le plus jeune des trois frères copropriétaires du F/V Northwestern. Dès 18 ans, en 1987, il commence sa carrière de pêcheur et devient rapidement le chef de pont, le cuistot et le mécanicien du bateau. Il a sous sa responsabilité l'organisation des activités effectuées sur le pont, le bon fonctionnement des machines (les moteurs de propulsion, moteurs auxiliaires, systèmes hydrauliques dont la grue de pont et le lanceur de casiers, les pompes et réservoirs) ainsi que la relation avec le capitaine Sig Hansen. Dans la tes traditions du bateau la remontée du dernier casier de la saison est effectuée par Edgar à l'aide d'un grappin enflammé. Enfin, il assure notamment la sécurité sur le pont. il sermonnera durement l'équipage en constatant qu'ils ne portent pas de couteau de sécurité (saison 4 épisode 3).
Les deux phrases favorites d'Edgar sont : « Il n'y a rien que nous puissions faire ou réparer à bord. Si nous n'y arrivons pas alors il suffit de prendre un plus gros marteau ! » et « Vivre pour pêcher et pêcher pour vivre »
Edgar est farceur sur le bateau. Ainsi quand Matt Bradley va se plaindre qu'il risque de passer Noël en prison il va décorer le ciré de Matt avec des bandes noires (saison 3 épisode 5). À cette occasion il dira à Matt : « Ne commets pas de délit si tu ne veux pas faire de peine ». Après que Matt ai été réembauché pour la saison du crabe C. opilio, Edgar va brûler le ciré du bagnard (saison 3 épisode 7). De même, en réponse aux farces du « greenhorn » Jake Anderson, il va profiter d'une pause au carré pour ficeler le ciré de Jake avec de multiples colliers de serrage. Une autre fois, il va organiser une farce au capitaine Sig Hansen en faisant jeter un mannequin déguisé en matelot depuis le toit de la timonerie. La farce sera déjouée par le capitaine Sig qui comprendra instantanément qu'il est victime d'une farce (saison 4 épisode 16). Enfin, il va bizuter Jake Harris, qui essaye de préparer le petit-déjeuner, en lui coupant l'alimentation électrique de la cuisinière. Cependant, Jake Harris va arriver à terminer ses cuissons dans les temps pour le repas (saison 6 épisode 3).
Edgar est capable de taquiner les matelots jusqu'à les énerver. Ainsi Jake Anderson va entrer en conflit avec Edgar à la suite des critiques répétées de celui-ci. Les deux hommes sont proches d'en venir aux mains (saison 5 épisode 5) puis Edgar saura dédramatiser la situation avec humour (saison 5 épisode 6).
Alors que sur les autres bateaux de la flottille le capitaine est omniscient et omnipotent, le « F/V Northwestern » a un mode de fonctionnement légèrement différent. En effet, même si les décisions de Sig Hansen ne sont jamais remises en cause, l'avis d'Edgar Hansen est capable d'influencer la décision de son frère. Ainsi, les deux hommes vont s'opposer sur la façon de gérer le pont et Edgar tiendra tête a son frère, lui reprochant de s'immiscer dans son domaine de responsabilité (saison 6 épisode 2). Sig Hansen dit d'Edgar qu'il est le plus talentueux des matelots. 
Cependant l'accumulation des saisons de pêche et l'âge vont finir par user physiquement Edgar, qui sera diminué pendant la saison du crabe C. opilio (saison 6 épisode 7). Il évoque ouvertement la fin de sa carrière qui lui semble proche et commence à former son successeur Jake Anderson (saison 6 épisode 13). À l'issue de la saison il informe son frère, le capitaine Sig Hansen qu'il souhaite privilégier sa famille et qu'il songe à s'arrêter de pêcher. Cependant, Sig reste sceptique sur la réelle volonté de son frère (saison 6 épisode 17). Effectivement, Edgar sera de nouveau sur le pont pour sa 23e saison de pêche au Crabe royal. Au cours de cette saison de pêche, il montera son sang-froid et son expérience en évitant une catastrophe de justesse alors que le « F/V Northwestern » allait s'écraser contre les docks privé de moteurs. Edgar sera le seul à réagir face à la catastrophe imminente en relançant les moteurs et permettant ainsi au capitaine Sig Hansen de reprendre le contrôle de la barre (saison 7 épisode 5). Finalement, à l'issue de la saison, il décidera de faire une pause dans sa carrière et n'embarquera pas pour la saison du crabe C. opilio (saison 7 épisode 8). Il sera bien présent pour les préparatifs de la saison mais restera sur les docks (saison 7 épisode 8). 